# Willy Komen
Willy Rutto Komen (22 dicembre 1987) è un ex siepista ed ex mezzofondista keniota.

## Biografia
Nel 2007 ha vinto la medaglia d'oro nei 3000 siepi ai Giochi Panafricani.

## Palmarès
| Anno | Manifestazione      | Sede         | Evento     | Risultato | Prestazione | Note                  |
| ---- | ------------------- | ------------ | ---------- | --------- | ----------- | --------------------- |
| 2005 | Africani U20        | Tunisi-Radès | 3000 siepi | Oro       | 8'35"32     |                       |
| 2006 | Mondiali U20        | Pechino      | 3000 siepi | Oro       | 8'14'00"    | Record dei campionati |
| 2007 | Giochi Panafricani  | Algeri       | 3000 siepi | Oro       | 8'15"11     |                       |
| 2008 | Campionati africani | Addis Abeba  | 3000 siepi | Bronzo    | 8'41"98     |                       |
| 2011 | Giochi Panafricani  | Maputo       | 3000 siepi | 6º        | 8'24"57     |                       |

## Campionati nazionali
2007
- Argento ai campionati kenioti, 3000 m siepi - 8'26"5

2010
- 7º ai campionati kenioti, 3000 m siepi - 8'40"0

2011
- 4º ai campionati kenioti, 3000 m siepi - 8'22"63

2015
- 10º ai campionati kenioti, 3000 m siepi - 8'35"75

## Altre competizioni internazionali
2007
- Bronzo al Memorial Van Damme ( Bruxelles), 3000 m siepi - 8'11"18

2008
- 5º al Meeting international Mohammed VI d'athlétisme de Rabat ( Rabat), 3000 m siepi - 8'22"45

2011
- Oro ai London Anniversary Games ( Londra), 3000 m siepi - 8'21"40

2013
- 16º al Meeting international Mohammed VI d'athlétisme de Rabat ( Rabat), 3000 m siepi - 8'32"59